# Iberoamerikanska institutet
Iberoamerikanska institutet (på spanska Instituto Iberoamericano de Gotemburgo, på portugisiska Instituto Ibero-Americano de Gotemburgo, under de första årtiondena även Ibero-amerikanska institutionen) var ett institut för undervisning, forskning och kulturverksamhet i Göteborg, verksamt mellan 1939 och 2007. Till en början var institutet knutet till Handelshögskolan i Göteborg, men överfördes senare till Göteborgs universitet.
Institutet grundades av språklärare Nils Hedberg 1939 med inspiration av liknande institut i Berlin och Hamburg och med stöd från Göteborgs näringsliv, bland annat handelshuset Elof Hansson och SKF. Dessa företag hade intressen i att det skulle finnas kompetens i spanska och portugisiska i Sverige för att öka handeln med Latinamerika.
Under flera år gav Iberoamerikanska institutet ut egna publikationer i samarbete med förlagen Ínsula i Madrid och Casa portuguesa i Lissabon.
Institutet avvecklades 2007. Dess forskning och undervisning överfördes då till Institutionen för globala studier vid universitetets samhällsvetenskapliga fakultet, medan dess bibliotek överfördes till Göteborgs universitetsbibliotek under det nya namnet Iberoamerikanska samlingen.

## Föreståndare
- Nils Hedberg (1939–1965)
- Matilde Goulard de Westberg (1965–1978)
- Per Rosengren (1979–1982)
- Carlos Foresti (1983–1994)
- Maj-Lis Follér
- Ken Benson (2001)